# Kielkerkhof
Het Kielkerkhof was tussen 1786 en 1875 een parochiale begraafplaats en nadien tot 1936 een stedelijke begraafplaats in de Antwerpse wijk Kiel. Haar gronden lagen op de locatie van het huidige Kielpark met een ingang aan de Sint-Bernardsesteenweg ter hoogte van de Sint-Catharinakerk.

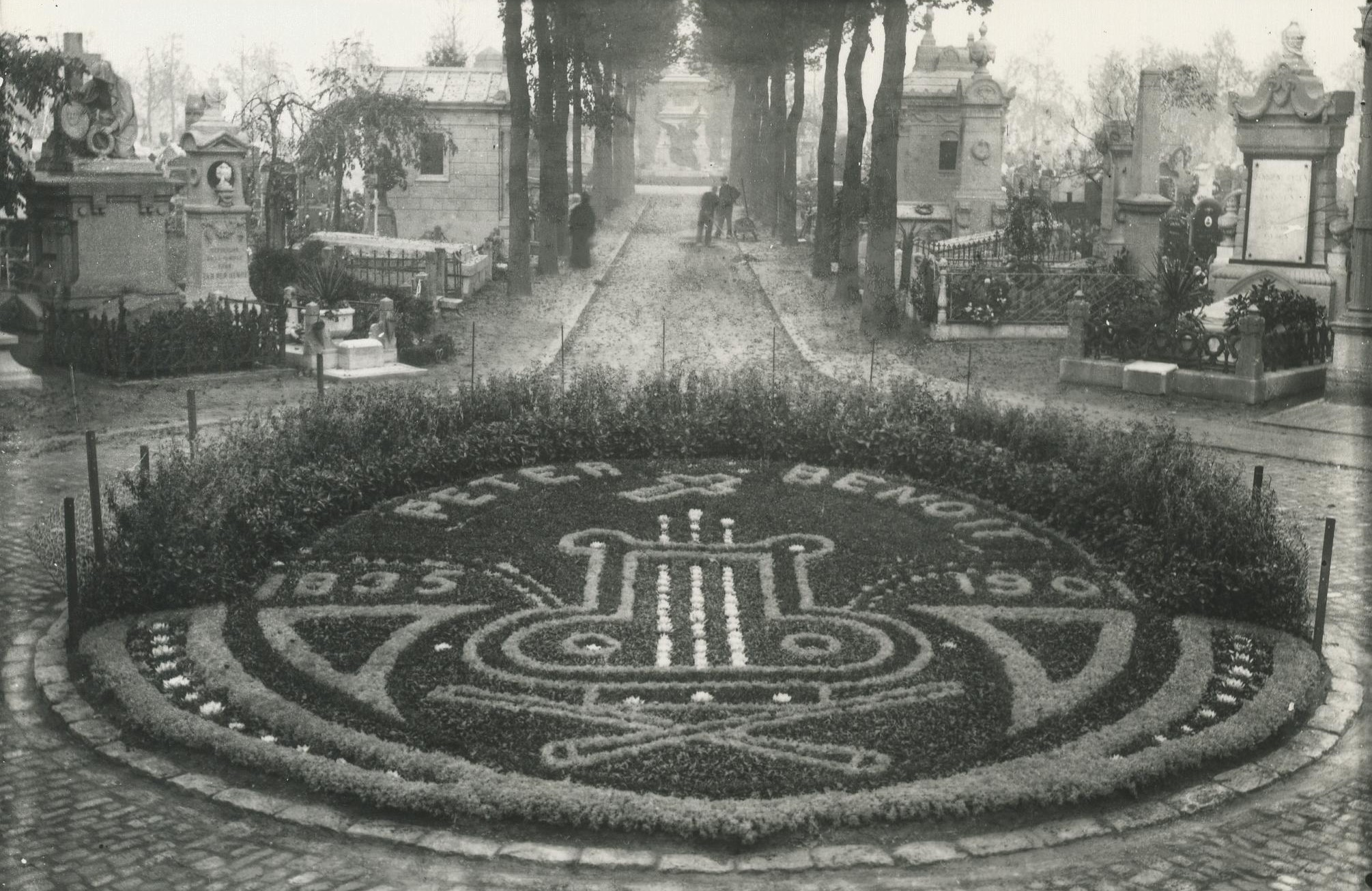

## Geschiedenis
De Kielbegraafplaats of in de volksmond het Kielkerkhof werd in 1786 opgericht als een parochiale begraafplaats. In 1875 werd ze de nieuwe Antwerpse stedelijke begraafplaats voor de zuidelijke parochies van Onze-Lieve-Vrouw-Zuid, Sint-Andries, Sint-Joris en de Elisabethzusters. Door sluiting van de Stuivenberg, Sint-Willibrordus en Sint-Laurentius bergraafplaatsen werden selectieve graven van daar naar het Kiel overgebracht.
Meerdere uitvaartondernemingen, steenhouwers, smeden en hoveniers zouden zich op of nabij de Sint-Bernardsesteenweg vestigen. Dit weerhield lokale horecazaken zoals In het Mosselhuis er niet van om ook kransen en grafonderhoud aan te bieden.
De hoofdingang was een symmetrisch poortgebouw met bureel, dodenhuis en grafmaker woonst. Het bestond uit twee verdiepingen en een zolderverdieping. De poort was geflankeerd door 2 lantaarns met er boven de onmiskenbare vermelding Begraafplaats en nog iets hoger een stenen wapenschild.
De Kielbegraafplaats werd in haar geschiedenis meermaals uitgebreid. In haar grootste inrichting beschikte ze over 14 hoofdperken (A tot N) aangelegd in dambordmotief, verbonden door lanen met eeuwigdurende vergunningen en ronde punten voor eregraven met kosteloze eeuwigdurende vergunningen. Er waren perken voor militairen en hulpverleners gestorven in actieve dienst en het bijbehorende eremonument Slachtoffers van de plicht op rondpunt N. Verder waren er ook niet ingewijde gronden voor Anglicanen, Protestanten en Joden met de oude Israëlitische begraafplaats rechts naast de ingang en de nieuwe Israëlitische begraafplaats links naast perk N.
Op het protestants deel, dat sommigen ook het geuzenkerkhof noemde, vond men ook Duitse Evangelisten. Dit waren onder meer telgen uit in Antwerpen gevestigde Duitse vooraanstaande families als Bunge, Osterrieth en von der Becke.
Het eerste rondpunt in het verlengde van de ingang gelegen tussen de perken A, B, C en D was de locatie voor praalgraven van belangrijke families. Hier vond men centraal Peter Benoit met daarrond ook Victor Lagye en Max Rooses in het familiegraf van de familie Van Geert.
Het volgende rondpunt gelegen tussen de perken B, C, L en K werd de Vlaamse hoek genoemd omdat het de locatie was voor kunstenaars en politici die de Vlaamse identiteit ondersteunden. Dit waren onder meer Hendrik Conscience, Victor Driessens, Lodewijk Gerrits, Julius de Geyter, Frans Hendrik Mertens, Karel Lodewijk Torfs, Jan Van Rijswijck en Karel Verlat.
Het onderhoud van de graven en bijhorend groen kon men zelf doen, door lokale hoveniers laten uitvoeren of organiseren via een schenking aan het Bureel van Weldadigheid.
Op het einde van de 19de eeuw kwam men tot de conclusie dat de Kielse begraafplaats ontoereikend zou worden voor de toekomstige Antwerpse bevolkingsgroei. In 1911 werd het domein Schoonselhof te Hoboken aangekocht als toekomstige stedelijke begraafplaats.
Door de opening van de begraafplaats Schoonselhof mochten vanaf 21 augustus 1921 nog enkel familieleden met bestaande vergunningen worden bijgezet.
Op 1 juni 1936 werd de begraafplaats gesloten. Veel plaatselijke graven werden tot eind mei 1948 overgebracht naar de begraafplaats Schoonselhof, zodat we daar nu nog de monumentale graven van bekende historische Antwerpenaren kunnen terugvinden. Joodse graven met zerken werden overgebracht naar de begraafplaats van de Shomre Hadas in het Nederlandse Putte.
Na een grondige heraanleg werden op 14 juni 1952 de kerkhofgronden opnieuw opengesteld voor het publiek als het Kielpark met een grote speeltuin, weiden, aanplantingen, wandelpaden en sportterreinen. Het ingangsgebouw aan de Sint-Bernardesteenweg werd afgebroken en maakte plaats voor een deel van de nieuwe parkeerplaatsen links en rechts van de originele ingang.

## Bekende personen
- Maria Theresia Borrekens (1728-1797) - hoofd van de Plantijnse drukkerij tussen 1768 en 1797[5]
- Peter Benoit (1834-1901) - eerste directeur van het Conservatorium van Antwerpen
- August Bulcke (1831-1893) - reder
- Charles Gustave Bunge (1811-1884) - handelaar[6]
- Hendrik Conscience (1812-1883) - schrijver
- Florent Crabeels (1829-1896) - schilder en etser
- Henri de Braekeleer (1840-1888) - schilder en etser
- François Xavier de Beukelaar (1838-1917) - dokter, apotheker, zakenman, uitvinder Elixir d'Anvers[7]
- Julius De Geyter (1830-1905) - journalist en schrijver
- Victor Desguin (1838-1919) - arts en vrijzinnig liberaal politicus
- Victor Driessens (den Brij) (1820-1885) - acteur, regisseur, initiatiefnemer Nationael Tooneel en toneeldirecteur
- Léopold de Wael (1821-1892) - burgemeester van Antwerpen van 1872 tot 1892
- Isidore Eyerman (1826-1890) - vrijmetselaar (betalend perceel)[8]
- Frans Joris (1851-1914) - beeldhouwer
- Lodewijk Gerrits (1827-1873) - romanschrijver gekend van de kreet In Vlaanderen Vlaams
- Jacques Kets (1785-1865) - dier- en plantkundige en de eerste directeur van de Koninklijke Maatschappij voor Dierkunde Antwerpen (KMDA)
- Victor Lagye (1825-1896) - kunstschilder en illustrator.
- Jozef Lies (1821–1865) - schilder (overgebracht van begraafplaats Stuivenberg)
- Frans Hendrik Mertens (1796-1867) - bibliothecaris van de stadsbibliotheek, leraar en onder meer schrijver van De geschiedenis van Antwerpen in 8 delen
- Jozef Möller (ong. 1835-1882) - portier en verzorger Antwerpse Zoo, beter bekend als Jefke van de zoölogie
- Robert Mols (1848-1903) - realistisch kunstschilder
- Jacques Ernest Osterrieth (1826-1893) - handelaar, kunstverzamelaar en mecenas[9]
- Edouard Pécher (1885-1926) - liberaal staatsman en minister voor Koloniën (Mausoleum Pecher)
- Jules Romain Pecher (1830-1899) - kunstschilder en beeldhouwer (betalend perceel)
- Max Rooses (1839–1914) - schrijver en leider van de Vlaamse Beweging
- Karel Lodewijk Torfs (1808-1868) - dichter en schrijver van onder meer De geschiedenis van Antwerpen in 8 delen[10]
- Jan Van Beers (1821-1888) - dichter
- Herman Van den Reeck (1901-1920) - Vlaams studentenleider
- Jozef Van Lerius (1823-1876) - kunstschilder en een van de protagonisten van de Antwerpse romantiek.
- Jan Van Rijswijck (1853-1906) - Belgisch staatsman en burgemeester van Antwerpen van 1892 tot 1906
- Jan-Baptist Van Ryswyck (1818-1869) - dichter, journalist en vader van Jan Van Rijswijck (nieuw monument na beschadiging bij de overbrenging van Stuivenberg)
- Theodoor van Ryswyck (1811-1849) - schrijver en flamingant
- Karel Verlat (1824-1890) - dierenschilder en directeur van de academie
- Ferdinand Verschaeve (Le Diable Liégeois) (1876-1914) - piloot, testpiloot, vlieginstructeur
- Theodoor Verstraete (1850-1907) - landschaps- en zeezichtenschilder
- Julie Verstraete-Lacquet (1833-1903) - actrice
- Jules Bernard von der Becke (1825-1895) - handelaar, gemeenteraadslid, mede-oprichter en voorzitter Red Star Line (familiegraf)

## Trivia
- Aan de Sint-Bernardsesteenweg 230 bevindt zich nog steeds een uitvaartonderneming Vets en Verwilt in een gebouw met een originele houten voorgevel van 1859.[11]
- Gezien de gemeente Berchem tot 1983 los stond van Stad Antwerpen vonden andere bekende Antwerpse families rust op de begraafplaats van Berchem waaronder telgen van de familie Nottebohm.